# 上海轨道交通1号线
上海轨道交通1号线是一条连接中国上海市闵行区莘庄站至宝山区富锦路站，是上海地铁运营的南北走向地铁线路，全长38.18公里，设28座车站，于1993年5月28日通车，是上海第一条地铁线路，也是上海地铁网络最為繁忙、重要的线路之一。

## 线路数据
1号线的线路标志色为  PANTONE 185C （C=2 M=100 Y=82 K=0）。
- 路线长度：38.18km
- 轨距：1435mm
- 站数：28站
- 最高速度：80km/h
- 地面区间：正线 莘庄—锦江乐园北、入库线 富錦路北—富錦路停車場、锦江乐园北—梅陇车辆段
- 地下区间：上海南站南—汶水路南
- 高架区间：汶水路北—富錦路

## 工程建设

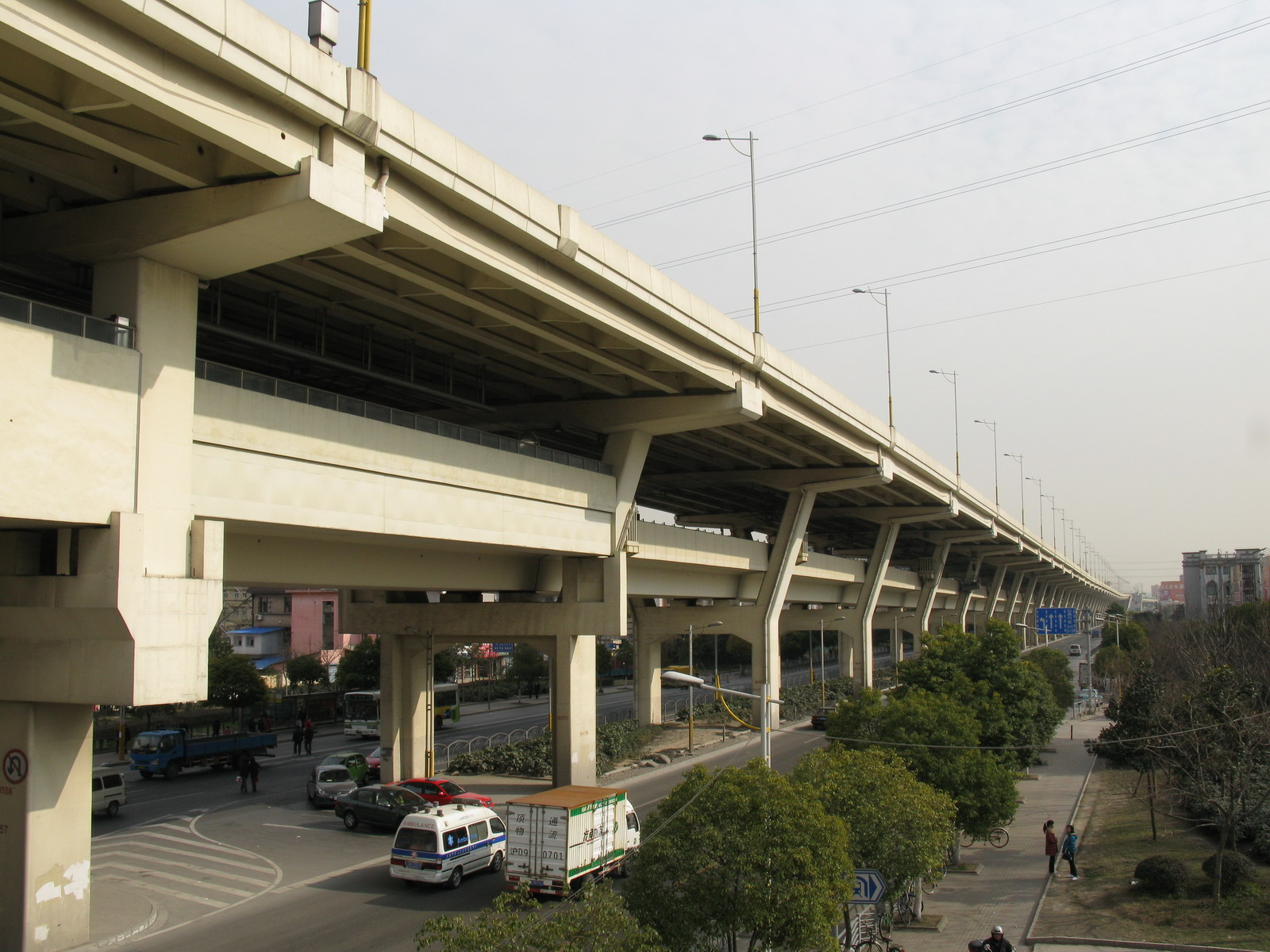
北延伸段（上海火车站－富锦路）高架轨道大都建于共和新路高架二层，圖為通河新村站附近轨道

1993年5月28日，徐家汇站—锦江乐园站开始观光试运行。试运行期间用1列车来回跑，单程12分钟，控制列车间隔采用的是最原始的电话电报闭塞。1995年4月10日，工程全线（上海火车站站—锦江乐园站）试运营，总长16.1公里，工程总概算人民币53.9亿元。由于南延伸段建设，锦江乐园站暂时移至沪闵路虹漕南路附近。1996年12月28日，南延伸段（虹梅路站—莘庄站）开始独立运营，长5.25公里，投资6.2亿元。1997年7月1日，莘庄站—上海火车站站贯通运营，总长20.6公里，原锦江乐园站拆卸。莘庄站—原锦江乐园站间的地面区间，是上海轨道交通线网中最长的连续地面区间。该段平行于原沪杭铁路，与其交叉道路均以高架或地道方式穿过。
配合铁路上海南站改建，“地铁一号线新龙华车站改建工程”开始，这是国内地铁第一个在不中断运营条件下的车站改造项目，改建长度约2.2公里，投资7.4亿元。新设置上海南站站，取消原有新龙华站，新车站考虑将上海地铁一号线、明珠线、轻轨L1线（结构同步预留，现已不用），与上海铁路南站紧密结合，实现最佳换乘。此前漕宝路站已有预留接口，改造工程均在夜间停运后进行，并提前了拨接工作当天的末班车。施工期间，线路进行了多次拨接，于2003年9月19日和12月5日夜间分别将下、上行线拨接至临时正线。新的上海南站上海火车站站方向和莘庄站方向站台分别在2004年10月30日和12月4日投入运营。原上海南站站旧的地面站台已拆卸。
北延伸段（上海火车站站至共富新村站）工程全部纳入“共和新路高架工程”内，全长12.455公里，包括地底路段2.18公里、高架路段10.31公里，总投资约46.2亿元。其中汶水路站至通河新村站间上海南北高架路共和新路段同体共筑，是中国第一条高架道路与轨道交通一体化线路。2004年12月28日，北延伸段投入营运。而共富新村站至富錦路站为北延伸二期，建设目的是为了接入新建的富锦路停车场，故该段工程名为“1号线富锦路停车场工程”。线路长4.31公里，投资15.339亿元。2007年12月29日，北北延伸投入营运。
1号线在興建時有预留安装月台幕門的条件，但因当时国内未有任何具有安装月台幕門能力的企业及受到资金等问题困扰，故通車時未有安装。2003年衡山路站在非车辆停靠位置安装了長達2節車廂的月台幕門用于测试，但后来一度被拆走。2004年开通的上海馬戲城站是上海首座启用月台幕門的车站。2005年11月，徐家汇站开始安裝月台幕門，随后其餘的车站也陆续安裝，目前1号线全线地下站台均装有月台幕門，全部高架、地面站台均设有低站台门。

## 车辆
1号线所有列车均采用A型车8节编组，设计时速80 km/h，均为VVVF交流传动，设计寿命30年。下表记录了各列车不同的参数。
| 现名         | 原名  | 制造商                                                                            | 车辆编成                   | 制造年代  | 车辆总数                | 上线时间            | 昵称       |
| ------------ | ----- | --------------------------------------------------------------------------------- | -------------------------- | --------- | ----------------------- | ------------------- | ---------- |
|              | DC01  | 德国AEG、瑞士Adtranz、德国西门子                                                  | 6A (A+B+C+B+C+A)           | 1992-1994 | 16列（101-116）         | 1993/05/28- 2009/12 | 老老六     |
|              | DC01A | 德国AEG、瑞士Adtranz、德国西门子                                                  | 6A (A+B+C+B+C+A)           | 2007      | 1列（102）[a]           | 2007/09- 2009       | 老老六     |
| 01A03与01A04 | AC01  | 德国AEG、瑞士Adtranz、德国西门子                                                  | 6A (A+B+C+B+C+A)           | 1997-2001 | 13列（117-129）         | 1999- 2009/12/22    | 老六       |
| 09A01        | AC04  | 北车长客庞巴迪车辆                                                                | 6A (Tc+Mp+M+M+Mp+Tc)       | 2004-2005 | 10列（0130-0139）       | 2004/12/14- 2007    | 蚕宝宝     |
| 01A01        | DC01B | 瑞士Adtranz、德国西门子生产 南车株洲电力机车改造                                  | 8A (A+B+C+B+C+B+C+A)       | 2008-2009 | 10列（101,103-110,114） | 2009/02/01-         | 老老八     |
| 01A01        | DC01A | 瑞士Adtranz、德国西门子生产 南车株洲电力机车改造                                  | 8A (A+B+C+B+C+B+C+A)       | 2011      | 1列（102）[b]           | 2011/05/05-         | 不死老老八 |
| 01A02        | DC01C | 瑞士Adtranz、德国西门子生产 南车株洲电力机车改造                                  | 8A (A+B+C+B+C+B+C+A)       | 2008-2009 | 5列（111-113,115,116）  | 2010/01/24-         | 伪八二世   |
| 01A03        | AC01A | 瑞士Adtranz、德国西门子生产 南车株洲电力机车改造                                  | 8A (A+B+C+B+C+B+C+A)       | 2006-2008 | 8列（118-125）          | 2007/07/01-         | 老八       |
| 01A03        | AC01C | 瑞士Adtranz、德国西门子生产 南车株洲电力机车改造                                  | 8A (A+B+C+B+C+B+C+A)       | 2011      | 1列（117）[b]           | 2012/09-            | 不死老八   |
| 01A04        | AC01B | 瑞士Adtranz、德国西门子生产 南车株洲电力机车改造                                  | 8A (A+B+C+B+C+C+B+A)       | 2006-2008 | 12列（126-137）         | 2007/08/05-         | 伪八       |
| 01A05        | AC06  | 南车南京浦镇车辆（0140和单数车组除0155） 上海电气阿尔斯通（0155和双数车组除0140） | 8A (Tc+Mp+M+Mp+ M+M+Mp+Tc) | 2006-2007 | 16列（0140-0155）       | 2007/01/31-         | 胖头鱼     |
| 01A06        |       | 中车株洲电力机车                                                                  | 8A (Tc+Mp+M+Mp+ M+M+Mp+Tc) | 2016-2018 | 11列（0156-0166）       | 2017/12/05-         | 钢铁侠     |
| 01A07        |       | 中车株洲电力机车                                                                  | 8A (Tc+Mp+M+Mp+ M+M+Mp+Tc) | 2017-2019 | 20列（01067-01086）     | 2019/04/09-         | 钢铁侠二世 |

- a  该车为第一辆直改交的列车，于2007年被运往株机修复和直改交并以6节编组运行。
- b  特别地，因为这两辆车在经历事故并修理后仍可正常运行。

列车编组符号意义：
- B/Mp—带受电弓的动车
- C/M —不带受电弓的动车
- A/Tc—带驾驶室拖车

## 车站一览

### 换乘站
- 15-金山莘庄 — 换乘5号线 站厅换乘，转乘金山线莘庄站
- 1315-金山上海南站 — 换乘3号线、15号线 通道换乘，转乘金山线上海南站
- 112漕宝路 — 换乘12号线 通道换乘
- 14上海体育馆 — 换乘4号线 站厅换乘
- 1911徐家汇 — 换乘9号线、11号线 通道换乘
- 17常熟路 — 换乘7号线 通道换乘
- 11012陕西南路 — 换乘10号线、12号线 通道换乘
- 114一大会址·黄陂南路 — 换乘14号线 通道换乘
- 128人民广场 — 换乘2号线、8号线 2号线为通道换乘，8号线为站厅换乘
- 11213汉中路 — 换乘12号线、13号线 通道换乘
- 1-34上海火车站 — 换乘3、4号线 出站通道换乘（不支持单程票）

### 未來换乘站
- 120上海馬戲城 — 换乘20号线 通道换乘
- 118呼蘭路 — 换乘18号线 通道换乘

### 车站列表
| 阶段              | 站名       | 里程 （米） | 站间距 （米）                      | 换乘路线                | 所在地           | 车站形式           | 开门方向                               |
| ----------------- | ---------- | ----------- | ---------------------------------- | ----------------------- | ---------------- | ------------------ | -------------------------------------- |
| 南延伸            | 莘庄       | 0           | －                                 | █ 5号线 █ 金山线 莘庄站 | 闵行区           | 地面侧式           | 右侧                                   |
| 南延伸            | 外环路     | 1303        | 1303                               | —                       | 闵行区           | 地面侧式           | 右侧                                   |
| 南延伸            | 莲花路     | 2762        | 1459                               | —                       | 闵行区           | 地面侧式           | 右侧                                   |
|                   | 锦江乐园   | 4395        | 1633                               | —                       | 徐汇区           | 地面侧式           | 右侧                                   |
| 上海南站          | 6484       | 2089        | █ 3号线 █ 15号线 █ 金山线 上海南站 | 地下二层岛式            | 徐汇区           | 左侧               |                                        |
| 漕宝路            | 8145       | 1661        | █ 12号线                           | 地下二层岛式            | 徐汇区           | 左侧               |                                        |
| 上海体育馆        | 9679       | 1534        | █ 4号线                            | 地下二层岛式            | 徐汇区           | 左侧               |                                        |
| 徐家汇            | 10957      | 1278        | █ 9号线 █ 11号线                   | 地下四层岛式            | 徐汇区           | 左侧               |                                        |
| 衡山路            | 12430      | 1473        | —                                  | 地下二层岛式            | 徐汇区           | 左侧               |                                        |
| 常熟路            | 13586      | 1156        | █ 7号线                            | 地下二层岛式            | 徐汇区           | 左侧               |                                        |
| 陕西南路          | 14525      | 939         | █ 10号线 █ 12号线                  | 黄浦区                  | 地下二层岛式     | 左侧               |                                        |
| 一大会址·黄陂南路 | 15932      | 1407        | █ 14号线                           | 黄浦区                  | 地下二层岛式     | 左侧               |                                        |
| 人民广场          | 17490      | 1558        | █ 2号线 █ 8号线                    | 黄浦区                  | 地下二层岛式     | 左侧               |                                        |
| 新闸路            | 18410      | 920         | —                                  | 黄浦区                  | 地下二层岛式     | 左侧               |                                        |
| 汉中路            | 19385      | 975         | █ 12号线 █ 13号线                  | 静安区                  | 地下二层岛式     | 左侧               |                                        |
| 上海火车站        | 20184      | 799         | █ 3号线 █ 4号线 上海站             | 静安区                  | 地下二层岛式     | 左侧               |                                        |
| 北延伸            | 中山北路   | 21555       | 1371                               | 静安区                  | —                | 地下二层岛式       | 左侧                                   |
| 北延伸            | 延长路     | 23037       | 1482                               | 静安区                  | —                | 地下二层岛式       | 左侧                                   |
| 北延伸            | 上海马戏城 | 24033       | 996                                | 静安区                  | █ 20号线（在建） | 地下二层岛式       | 左侧                                   |
| 北延伸            | 汶水路     | 25466       | 1433                               | 静安区                  | —                | 高架三层侧式       | 右侧                                   |
| 北延伸            | 彭浦新村   | 27029       | 1563                               | 静安区                  | —                | 高架三层侧式       | 右侧                                   |
| 北延伸            | 共康路     | 28426       | 1397                               | —                       | 静安區 寶山區    | 高架三层侧式       | 右侧                                   |
| 北延伸            | 通河新村   | 29851       | 1425                               | —                       | 寶山區           | 高架三层侧式       | 右侧                                   |
| 北延伸            | 呼兰路     | 30881       | 1030                               | █ 18号线（在建）        | 寶山區           | 高架三层侧式       | 右侧                                   |
| 北延伸            | 共富新村   | 32658       | 1777                               | —                       | 寶山區           | 高架三层侧式       | 右侧                                   |
| 北延伸二期        | 宝安公路   | 34301       | 1643                               | —                       | 寶山區           | 高架三层侧式       | 右侧                                   |
| 北延伸二期        | 友谊西路   | 35615       | 1314                               | —                       | 寶山區           | 高架二层侧式       | 右侧                                   |
| 北延伸二期        | 富锦路     | 36889       | 1274                               | —                       | 寶山區           | 高架二层一岛一侧式 | 右侧（富锦路方向） 左/右侧（莘庄方向） |

自2023年4月28日起，1号线在周五、周六实施延时运营。现时开行莘庄-富锦路大交路，工作日平峰加开莘庄-上海火车站的交路。终点站为上海南站的车次为回库交路，终点站为徐家汇的车次为备车交路。当莘庄站班次过密时，部分列车会在徐家汇或上海南站折返。当台风来袭需要停运露天段时，交路缩小为上海南站至上海火车站。

## 沿革
1959年，上海市地铁筹建处和市公用事业管理局对上海109万市民作了交通调查，提出了多种方案，其中有一条自漕宝路经漕溪路、淮海路、复兴路、人民广场、新客站、彭浦新村、张庙到上钢五厂的线路。1964年8月，上海市城市建设局隧道工程处完成自漕河泾，经文化广场、人民广场、北火车站、彭浦工业区、张庙居住区，至吴淞水产路的地下铁道选线规划，全长30.38公里。
1965年，开始在衡山公园至襄阳公园间进行试验性建设，“文化大革命”中停工。1983年，为了配合上海市城市总体规划中发展南北两翼的指导思想，加强市中心至闵行、金山卫和吴淞、宝山的客运交通联系，市计委、市建委组织市规划局、公用局、铁路局、市政工程局共同编制了《建设南北快速有轨交通线建议书》。建议交通线由金山经市区，至宝山分为3段：南段从新龙华石龙路至金山，因客流量较小而距离较长，开行市郊列车；中间市区段采用规划的地下铁道一号线南段，自石龙路至新客站；北段自人民广场循地下铁道四号线线位至北火车站，然后沿淞沪铁路建设高架铁道，经江湾车站后再沿逸仙路、同济路至宝钢。同年8月，市人民政府批准该建议书，随即成立了南北快速有轨交通项目筹备组，进行上述三段线路的可行性研究。规划地下铁道一号线，南起新龙华，经徐家汇、文化广场、人民广场、新客站等人流集散点和漕溪路、衡山路、复兴中路、西藏中路等主要道路，循共和新路、长江路，北至吴淞。当时不同路段有不同的走向方案：
- 徐家汇站到常熟路站有两种方案，一种是走1965年试挖的衡山公园试验段和衡山路12号街坊，一种是走衡山路。由于衡山公园隧道隧道断面不能满足一号线限界，选用衡山路段。
- 衡山路站到人民广场站有四种方案，分别走复兴中路、延安中路、成都北路和淮海中路，从吸引客流、网络布置，动拆迁量及工程实施难易的综合比较，选定淮海中路方案。
- 人民广场站到上海火车站站有斜穿苏州河方案和成都北路方案，最后选用斜穿苏州河方案，这种方案较成都北路方案，具有线路顺直、长度缩短500米、地下管线搬迁量小等优点。

1984年8月市南北快速有轨交通线筹备组上海市计划委员会和上海市城乡建设和管理委员会上报的新龙华至新客站地下铁道工程计划任务书中提出，徐家汇至人民广场段线路改走社会效益和经济效益较好的淮海中路。以后又将南段线路延伸至锦江乐园，1993年规划又延伸至莘庄。
1985年4月，新闻媒介报道上海将建地铁后，受到世界许多国家的财团、厂商关注。市政府在分析地铁国际市场商情后，决定引进竞争机制融通地铁建设资金。1987年3月市地铁公司聘请中国银行上海市分行为一号线项目财务顾问，并开始询价，规定外国承包商团须带资报价，争取本国政府优惠贷款。报价书应包括：贷款的性质与融资条件、技术方案、总报价及主要设备清单与价格，技术转让以及与中国境内企业合作生产等。1987年5、9、12月及1988年6月，英国、联邦德国、美国、法国、意大利、日本、加拿大、新加坡以及香港地区等42个地铁集团、56家企业报价，期间又通过咨询获得美国摩根银行提供的评估方法。经对资金条件、设备价格、技术水平等进行综合评估，确定向联邦德国、法国和美国贷款。1987年10月，上海市市外经贸委决定由上海市投资信托公司、上海联合贸易公司为上海地铁建设项目的涉外代理公司。1988年2月，国务院批准国家计委《关于审批上海市新龙华至新客站地下铁道工程可行性研究报告的请示》，工程所需投资为6.2亿美元（含国内配套人民币投资）。
1988年8月和1989年5月向联邦德国、法国和美国贷款的方案获得国家计委批准。
- 联邦德国政府贷款为4.6亿马克，年利率0.75%，承诺费率0.25%，还贷期30年，宽限期10年。
- 法国混合贷款1.32亿法郎，其中政府软贷54%，年利率2%，还贷期19年，宽限期11年；出口信贷46%，年利率8.3%，还贷期10年，宽限期22个月。
- 美国贷款2318万美元，其中45%为政府赠款，55%为商业贷款。年利率浮动，还贷期10年，宽限期5年。

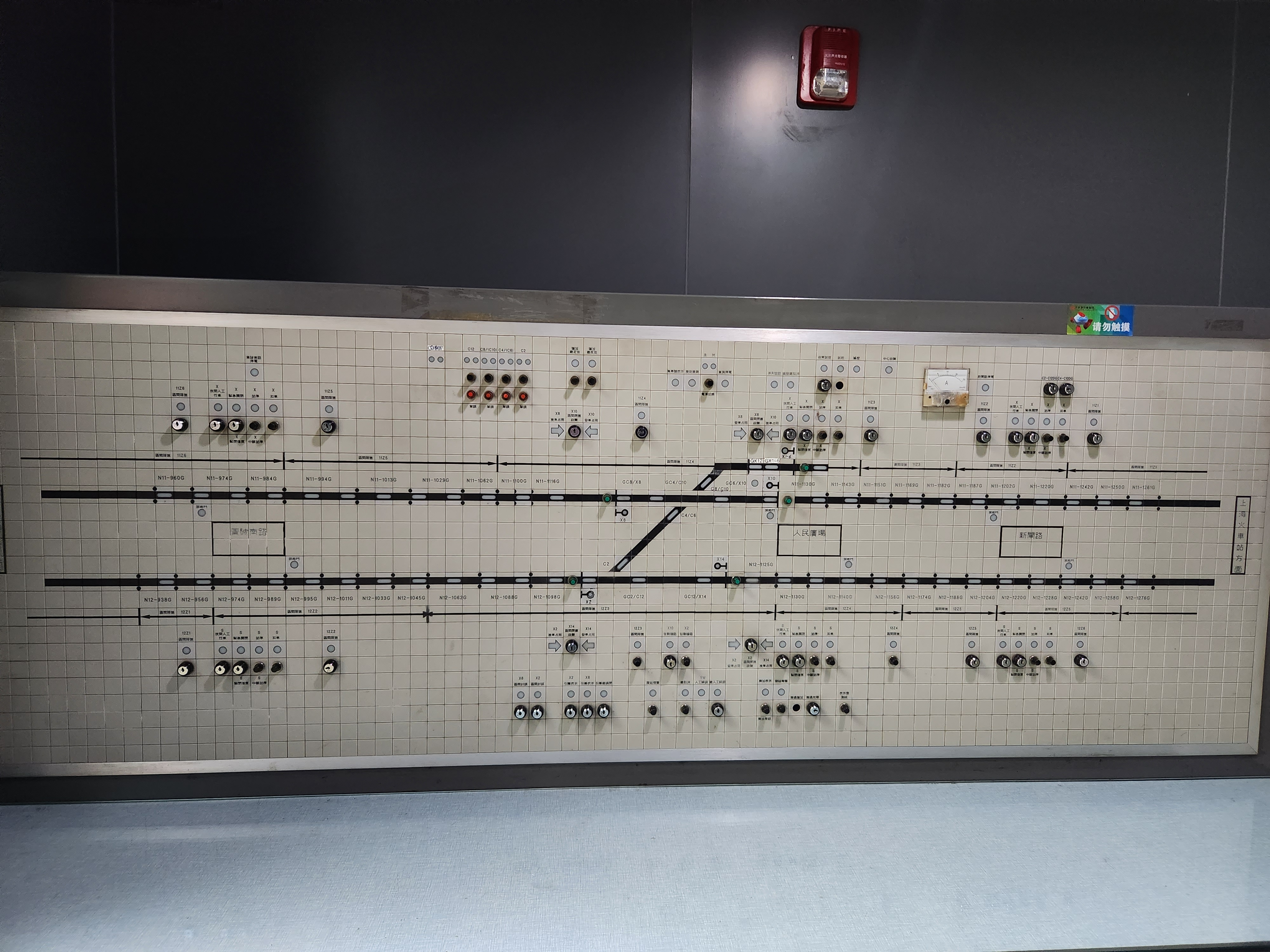
退役的人民广场联锁区6502控制板，现存于上海地铁博物馆

1988年10月至1989年一季度贷款完成合同草签，二季度正式签约。
- 与联邦德国德沪地铁集团签订包括96辆电动客车、供电系统、接触网、通信系统、电力监控、车站设备(风机、潜水泵)的合同，共计3.25亿马克；
- 与联邦德国奥梯斯公司签订自动扶梯合同，计1221万马克；
- 与联邦德国海肯夏特公司签订不落轮镟床合同，计174万马克；
- 与联邦德国康乐公司签订车辆段设备（注：车辆段设备在联邦德国境内招标。）合同，计1025.8万马克；
- 与法国FCB公司（注：盾构掘进机系国际招标，1988年7月25日开标，法国FCB公司中标。）签订7台土压平衡式盾构掘进机合同，计13636.443万法郎；
- 与中美卡斯柯信号有限公司、美国通用铁路信号公司、中国铁路通信信号总公司签订信号系统合同，计2125万美元；
- 与美国开利公司签订冷水机组合同，计42.1万美元；
- 与美国辛普勒克斯公司签订消防报警及“1301”化学灭火系统合同，计311万美元；
- 与美国基利士公司签订防水材料合同，计37.6万美元。

随着工程开工建设，造价也随之上升。1993年8月，概算调整为39.74亿元，其中国内配套资金增加10.86亿元。1995年1月，总概算作第二次调整为53.9亿元，其中国内配套资金39.61亿元。两次调整概算所增加的工程投资，市政府专题会议决定由上海市城市建设投资开发总公司贷款解决。
- 1990年1月19日 经国务院同意正式开工建设
- 1991年，上海方面选派约50人到位于北京地铁古城车辆段（后搬迁至福寿岭站附近）的北京地铁技校学习地铁相关技能，为上海地铁的通车做人才预备。[18]
- 1993年1月10日 南段（新龙华—徐家汇）上行线建成
- 1993年5月28日 南段（锦江乐园—徐家汇）观光试运行，同时开始规划延伸至莘庄[19]
- 1994年12月12日 全线通车调试
- 1995年4月10日 全线（锦江乐园—上海火车站）试运营
- 1996年4月 锦江乐园站搬迁至临时站点[來源請求]
- 1996年12月28日 南延伸段（莘庄—虹梅路）开始独立运营，现锦江乐园站站房投入使用
- 1997年7月1日 全线及南延伸段（莘庄—上海火车站）贯通运营
- 1999年12月28日 临时铁路上海南站建成，新龙华站改名为上海南站站
- 2000年8月10日 与2号线统一票务结算，人民广场站实现站内换乘[20]
- 2001年2月28日 新龙华车站改建工程报建[21]
- 2001年5月1日 虹梅路站改名为锦江乐园站[5]
- 2002年7月28日 新龙华车站改建工程开工
- 2004年10月30日 上海南站（往上海火车站方向）改由地下车站运营
- 2004年12月4日 上海南站（往莘庄方向）改由地下车站运营，原上海南站地面车站废弃
- 2004年12月16日 富锦路停车场工程（即北北延伸）报建[9]
- 2004年12月28日 北延伸段（上海火车站—共富新村）投入营运
- 2005年4月15日 富锦路停车场工程开工[9]
- 2005年12月25日 莘庄站实现与5号线的“一票换乘”[22]
- 2007年12月10日 北延伸二期（共富新村—富锦路）进入调试阶段，同步缩短北延伸段间隔
- 2007年12月29日 北延伸二期（共富新村—富锦路）投入营运[23]
- 2008年6月1日 上海火车站启用公交卡虚拟换乘，同时富锦路方向末班车略为延长，以和5号线莘庄方向末班车衔接
- 2009年1月24日 位于人民广场站的1号线和8号线的联络线（8号线存车线）被改建成侧式月台以便应对8号线的客流，此联络线被废止[24]
- 2017年1月17日 至2月10日，根据上海地铁“补短板”总体项目要求，人民广场站实施临时停运改造，期间列车越站通过[25][26]
- 2017年4月28日 起周五、周六及重大节假日前一工作日延时运营80分钟
- 2018年4月28日 早高峰实现单一交路运行
- 2021年6月20日 黄陂南路站更名为一大会址·黄陂南路站[27]

## 事故

### 大事故
- 2004年3月24日晚上，在未开通的1号线北延伸通河新村站北面的折返线处，122号列车侧面冲突撞击102号列车，导致102号列车中编号为92113的C车（不带受电弓的动车）受损退役[28]。事故详情至今未公布。

- 2009年12月22日，1号线上海火车站站发生上海轨道交通有史以来第二严重的事故。5点50分，陕西南路至人民广场区间发生供电接触网故障,故障区间停运。1号线采取临时小交路运营，即莘庄—徐家汇、上海火车站—富锦路区间双向双线运行。上午7时，在供电故障修复营运逐步恢复时，停于莘庄方向火车站站台的0117号空载列车接命令逆向进入火车站折返线，预备向富锦路方向折返，在车身全部驶入折返线前，与由富锦路开往莘庄的0150号载客列车车头相撞，造成汶水路至徐家汇区间停运。地铁运营方在8时之后从富锦路-汶水路、莘庄-人民广场双线双向运行，人民广场-汶水路上行方向单线双向运行改为莘庄-徐家汇区间和汶水路-富锦路区间的分段运营，并同时关闭了人民广场和上海火车站换乘1号线的通道，后又将1号线全线停运。由于事发时为早高峰，当天又为冬至[註 5]，事故造成上海市区大部分地区地面交通瘫痪，全市市民生活受到严重影响。当天1号线运营直至11点48分起才逐渐恢复[29][30]。下午1点和晚上8点40分，该线路再次发生两次故障。
  - 事故原因：因2001年N11-1438轨道区段编码电路配线出错，本应向150号列车发送20km/h的速度码，而实际发送了65km/h的速度码，导致制动距离不足，造成150号列车侧面碰撞117号列车。

### 其他事故
- 2007年7月15日下午3时34分，一男子在1号线上海体育馆站下行（往莘庄方向）站台上车时，被夹在屏蔽门和列车之间，随后列车启动，导致该男子跌入隧道当场死亡[31]。
- 2018年4月23日早上7点15分，一女子在1号线宝安公路站往莘庄方向欲通过正在关闭的安全门与车门强行上车导致被困于车门和安全门之间，随后列车启动，但女子幸存并被安全救出，未造成伤亡，构成运营一般D类事故。[來源請求]
- 2023年9月16日18时30分左右，徐家汇站突发紧急情况，一列车发出“砰”地一声，随后车顶产生瞬间烟雾。车站立即安排清客疏散，并启动车站排风系统。地铁官方称未对列车安全运营产生影响，截至9月17日，事故具体原因待进一步调查。
- 2023年12月14日6时46分，上海外环高速内圈蕰川路立交近共富新村站位置，一辆装载家电的小型货车起火，过火面积2平方米。起火时产生的烟雾飘入共富新村站站厅、站台及停靠的列车车厢内，运营方立即开展处置工作。7时许，社会车辆火情被扑灭，烟雾散尽。期间该站列车运行和客流通行没有受到影响，现场无人受伤[32]。

## 未來发展
2018年12月11日，上海市城市轨道交通第三期建设规划（2018～2023年）获得国家发展改革委批复。該次獲得批准的項目，包括1号线自莘庄站向西延伸1站至沪闵路站，新增线路长1.2公里，投资35.75亿元，全线敷设方式为地面线，项目工期4年。西延伸工程獲批後，始終未實施建設，處於擱置狀態。2021年8月，市交通委回應市民查詢說，因“涉及沿线动拆迁量巨大”而不具备实施条件。2024年1月，市交通委再次回應市民查詢說，受“铁路保护距离要求及既有5号线高架桥桩布置”等條件限制而暂不具備工程可行性。